# ジョン・J・ガンパーツ
ジョン・ジョゼフ・ガンパーツ（John Joseph Gumperz、1922年1月9日 – 2013年3月29日）は、アメリカ合衆国の言語学者。長らくカリフォルニア大学バークレー校の教授を務めた。インドの言語についての研究や、ノルウェーにおけるコードスイッチングについての研究、会話の研究などは、社会言語学、談話分析、言語人類学、都市人類学に貢献した。

## 経歴と業績
ガンパーツは、ドイツのハッティンゲンに、ハンス＝ヨーゼフ・グンペルツ (Hans-Josef Gumperz) として生まれた。ユダヤ人であったため、ナチス・ドイツから逃れて、まずイタリアへ、次いでオランダへ、最終的には1939年にアメリカ合衆国へと赴いた。当初は、化学に関心を持っていたが、やがて言語に魅せられるようになり、ミシガン大学で「The Swabian Dialect of Washtenaw County, Michigan（ミシガン州ウォッシュトノー郡のシュヴァーベン方言）」と題した学位論文をハーバート・ペンズルの下で書いて、1954年にPh.D.を取得した、ガンパーツは、1956年にカリフォルニア大学バークレー校の教員となった。
バークレーで、ガンパーツは、同じく社会言語学者であったデル・ハイムズとともに社会言語学の新しい見方を開発した。彼らが貢献した新たな手法は、「コミュニケーションのエスノグラフィー」と呼ばれた。ガンパーツ自身のアプローチは、相互作用社会言語学と称されている。
社会言語学は、特定の言語共同体における言説に見られる多様性を分析し、その多様性が相互作用における意味の読み解きにどのように影響するか、また、共同体の社会秩序にどう関係しているかを研究する。
ガンパーツは、ハイムズの研究を踏まえて、異なる言語共同体の間における勢力の差に注目した。特に、ガンパーツは、任意の言語における「標準的 standard」形態（ニュースなど、フォーマルな状況で用いられることが期待される形態）は、既に優勢になっている言語の方言であることを指摘した。彼はこれを「権威方言 prestige dialect」と呼び、ネイティブとしてこの方言を操れない者は、スティグマを与えられたり、勢力の劣るネイティブ方言とのダイグロシア的話者（自身のネイティブ方言は流暢で、権威方言も使用はできる）とされる。一方、ネイティブ方言が権威方言である話者は、他のコードを使用することができない場合が多い。
ガンパーツは、言語共同体を「言語記号群の共有による定期的かつ頻繁な相互作用で特徴付けられた人間集団で、言語使用における重要な差異によって類似した集団から区別されるもの (any human aggregate characterized by regular and frequent interaction by means of a shared body of verbal signs and set off from similar aggregates by significant differences in language usage.)」と定義した。
ガンパーツは、状況の秩序や対話者たちの文化が、対話者たちが会話における推論や、言語記号や非言語記号の解釈にどのように影響しているかに関心を寄せ、これを「コンテクスチュアリゼーション」的手がかりと呼んだ（他の論者による意味の重なる概念として、パラ言語やキネシクスがある）。
ガンパーツは、出版物や講義を通して、インドにおける社会言語学研究を新たな分野として開拓した。

## おもな著書
- （ドイツ語で出版） Sprache, lokale Kultur und soziale Identität. Theoretische Beiträge und Fallstudien. Hrsg. Heinz Göhring, übers. von Ursula Christmann und Angelika Kraft. Pädagogischer Verlag Schwann, Düsseldorf 1975, ISBN 3-590-14148-4.
- （Dell Hymes との共著）Directions in Sociolinguistics. The Ethnography of Communication. Holt, Rinehart & Winston, New York 1972, ISBN 0-631-14987-2.
- Discourse Strategies. Cambridge University Press, Cambridge 1982, ISBN  0-521-28896-7.
  - （日本語訳：井上逸兵、出原健一、花崎美紀、荒木瑞夫、多々良直弘 訳）認知と相互行為の社会言語学 : ディスコース・ストラテジー、松柏社、2004年
- Language and Social Identity. Cambridge University Press, Cambridge 1982, ISBN 0-521-28897-5.